# 通治 (年号)
通治（1917年4月28日—8月30日）为中华民国初年四川懋功县起事者查都·若巴的年号，前后共6個月。
1917年4月28日察都在懋功縣八角寺登基，國號為大清，自稱大清通治皇帝，宣布當年為大清通治元年。不到兩個月內將戰火擴大到六縣之多。歷時3個多月被平定，察都被擒，於11月3日在成都正法。
榮孟源《中國歷史紀年》误记为“通志”。

## 公元纪年对照
| 通治 | 元年   |
| ---- | ------ |
| 公元 | 1917年 |
| 干支 | 丁巳   |

## 同期存在的其他政权年号
- 中國
  - 中華民國（1912年1月1日起）：中華民國紀年
  - 共戴（1911年－1924年）：蒙古博克多汗之年號
  - 宣統（1916年－1917年）：呂光尊奉清朝年號
- 越南
  - 維新（1907年－1916年）：阮朝—阮福晃之年號
- 日本
  - 大正（1912年－1926年）：大正天皇之年號

## 參看
- 中國年號索引
- 其他意义的通治